# Високопланинска клима
Високопланинска клима је клима високих планина. Одликују је стално низак ваздушни притисак, висока влажност ваздуха, ниске температуре, мала загађеност атмосфере и појачано ултравиолетно зрачење. Заступљена је на свим планинама преко 1800-2000 m надморске висине, а на неким венцима и више, у зависности од географске ширине — Алпи, Пиринеји, Карпати, Хималаји, Анди, Кордиљери, Кавказ и др. У Србији, високопланинска клима је заступљена на вишим деловима Копаоника, Старе планине и Проклетија.